# Sharon Marshová
Sharon Marshová je fiktivní postava z amerického animovaného televizního seriálu Městečko South Park. Má manžela Randyho, se kterým mají děti Stana a Shelly.

## Vzhled
Sharon má hnědé vlasy sestřižené na krátko. Mívá na sobě hnědý svetr s červeným límečkem a červenými volánky a tmavě modré kalhoty.

## Popis
Sharon pracuje jako recepční, ale nikdy nebyla její profese v seriálu vidět. Až ve filmu South Park: Peklo na zemi byla spatřena jako recepční na Tomově plastické chirurgii (Tom's Rhinoplasty).
V dílu Já a mé budoucí já řekne budoucí Stan, že Sharon má jizvu na levém koleni, když tehdy ulkouzla u bazénu. V epizodě Smrt jí Sheila místo Sharon osloví Carol. Má také bratra Jimba Kerna. Poprvé se objevila v epizodě Slon miluje svini ve chvíli, kdy Shelly šikanovala bratra Stana. I když je Marvin Marsh její tchán, často mu říká tati.